# 花狼鱼
花狼鱼（學名：Anarhichas minor），是鲈形目狼鳚科的一种大型海鱼。这种底栖鱼布北大西洋，在邻近大西洋的北冰洋也有分布，分布范围从俄罗斯北部和斯堪的纳维亚半岛到加拿大新斯科舍省附近的斯科舍大陆架。花狼鱼位于加拿大的种群自1970年代末到 1990年代衰减了约90%，尤其是在分布范围的北部。在加拿大法律中花狼鱼被评为“受威胁”。

## 物种分类
花狼鱼于1772年由冰岛探险家、作家艾格特·奥拉夫森首次正式描述，其典型产地为冰岛。它是狼鱼属的四种鱼类之一。种加词minor一般含义为“更小”，但在此处它的含义为“后者”，代表奥拉夫森所描述的第二种狼鱼。 

## 外貌描述
花狼鱼的双颌前部都有突出的犬齿状牙齿；头部较大，有钝圆的鼻子；眼睛较小；身体长而粗壮，无腹鳍；有一条背鳍延伸到尾鳍根部；棘刺非常柔韧；尾鳍较小，大致为圆形；胸鳍为圆形；肌肉发达。该鱼体色从浅橄榄色至深棕色皆有，上半身散布有形状不规则的黑褐色斑点；该鱼最长可长到1.8米，最重可达23公斤 。 

### 类似物种
不同于小齿狼鱼（ A. denticulatus ）和大西洋狼鱼（ A. lupus ），花狼鱼背部长有黑斑。 

## 物种分布
花狼鱼生活在北冰洋和北大西洋两岸，从拉布拉多到巴伦支海。在加拿大花狼鱼的分布范围最北可至巴芬湾，但并不常见于此水域。在北大西洋西部，花狼鱼分布于格陵兰岛东部和西部、拉布拉多大陆架和大浅滩，而在斯科舍大陆架上较少见。 
花狼鱼最南可见于爱尔兰和苏格兰。 

## 生态
花狼鱼生活于近海寒冷的深水中，水温通常低于5摄氏度，水深一般在50-800米之间，最深可达1056米，但在加拿大北部的种群也可能生活于浅至25米的海水中。花狼鱼偏好由附近多岩石的沙子或贝壳组成的海床。花狼鱼会利用岩石作为产卵处及庇护所。该鱼的产卵季为夏季至秋末/初冬，总计会产下多达 54,600 个大型鱼卵（直径可达6毫米）。这些鱼卵成团散落在深海海床上，主要由雄鱼保护。该物种的发育速度比大西洋狼鱼和小齒狼魚慢，一般在 7 岁左右性成熟，寿命可达21 岁。该物种不形成大型鱼群，亦不会迁徙太远，大部分科学家所追踪的个体活动直径均不超过30公里。 

## 猎物
花狼鱼的猎物主要底栖的硬壳无脊椎动物组成，例如甲壳类动物和软体动物，其中海蛇尾和北极虾最多。在花狼鱼的肠道中也曾发现其他棘皮动物、环节动物、海藻和鱼类。 

## 保护状况
该物种已被加拿大濒危野生动物状况委员会(COSEWIC)认定为受威胁物种，并自2004年6月起受加拿大联邦濒危物种法案。 IUCN评估其欧洲种群为近危。 

### 主要威胁
花狼鱼所受的主要威胁为过度捕捞和栖息地破坏。该鱼在格陵兰和挪威为高端食用鱼，鱼皮亦被用于制革。在加拿大和冰岛水域，该物种不是商业捕捞对象，但近海拖网渔船和延绳钓船对花狼鱼的兼捕亦对其有所威胁。另外，拖网捕捞等活动可能破坏花狼鱼赖以产卵的海床。 